# دانیل هاسمن
دانیل هاسمن (انگلیسی: Daniel Hausmann؛ زادهٔ ۱۲ فوریهٔ ۲۰۰۳) بازیکن فوتبال اهل آلمان است.